# 韦斯泰纳诺瓦
韦斯泰纳诺瓦（義大利語：Vestenanova），是意大利威尼托大区维罗纳省的一个市镇。总面积23.94平方公里，人口2678人，人口密度111.9人/平方公里（2009年）。国家统计（ISTAT）代码为023093。

## 友好城市
- 德国 艾希施泰特